# Pierre-Hugues Herbert
Pierre-Hugues Herbert (ur. 18 marca 1991 w Schiltigheim) – francuski tenisista, zwycięzca wielkoszlemowych US Open 2015, Wimbledonu 2016, French Open 2018 i 2021, a także Australian Open 2019 w grze podwójnej mężczyzn, zdobywca Pucharu Davisa 2017, olimpijczyk z Rio de Janeiro (2016) i Tokio (2020).
Wychowany w tenisowej rodzinie, od 1997 roku trenowany m.in. przez ojca – Jeana Rocha, natomiast jego matka – Marie Laure jest instruktorką tenisa ziemnego.

## Kariera zawodowa
Jako zawodowy tenisista Herbert zaczął występować od 2010 roku.
W grze pojedynczej jest finalistą czterech turniejów rangi ATP Tour.
W grze podwójnej Francuz jest mistrzem US Open 2015, Wimbledonu 2016, French Open w latach 2018 i 2021 oraz Australian Open 2019, grając wspólnie z Nicolasem Mahutem. Herbert doszedł także z Mahutem do finału Australian Open 2015. Łącznie w deblu triumfował w dwudziestu czterech turniejach ATP Tour z trzydziestu czterech rozegranych finałów.
W 2016 roku zagrał na igrzyskach olimpijskich w Rio de Janeiro, odpadając z rywalizacji deblowej i gry mieszanej w 1. rundach. Również w 1. rundach gry podwójnej mężczyzn i gry mieszanej przegrał podczas igrzysk olimpijskich w Tokio (2020).
W lipcu 2016 roku zadebiutował w reprezentacji Francji w rywalizacji o Puchar Davisa. W listopadzie 2017 przyczynił się do pierwszego od 2001 roku triumfu Francji w turnieju, wygrywając w finale przeciwko Belgii mecz gry podwójnej wspólnie z Richardem Gasquetem z parą Ruben Bemelmans–Joris De Loore. Końcowy wynik rywalizacji to 3:2 dla Francji.
Najwyższe – 36. miejsce w rankingu singlowym osiągnął 11 lutego 2019 roku. Najwyższą lokatę w deblu (2. pozycja) osiągnął 11 lipca 2016.

### Finały w turniejach ATP Tour
| Legenda                                      |
| -------------------------------------------- |
| Wielki Szlem                                 |
| Igrzyska olimpijskie                         |
| Tennis Masters Cup / ATP Finals              |
| ATP Masters Series / ATP Tour Masters 1000   |
| ATP International Series Gold / ATP Tour 500 |
| ATP International Series / ATP Tour 250      |

#### Gra pojedyncza (0–4)
| Końcowy wynik | Nr | Data             | Turniej       | Nawierzchnia  | Przeciwnik         | Wynik finału     |
| ------------- | -- | ---------------- | ------------- | ------------- | ------------------ | ---------------- |
| Finalista     | 1. | 29 sierpnia 2015 | Winston-Salem | Twarda        | Kevin Anderson     | 4:6, 5:7         |
| Finalista     | 2. | 30 września 2018 | Shenzhen      | Twarda        | Yoshihito Nishioka | 5:7, 6:2, 4:6    |
| Finalista     | 3. | 10 lutego 2019   | Montpellier   | Twarda (hala) | Jo-Wilfried Tsonga | 4:6, 3:6         |
| Finalista     | 4. | 14 marca 2021    | Marsylia      | Twarda (hala) | Daniił Miedwiediew | 4:6, 7:6(4), 4:6 |

#### Gra podwójna (24–10)
| Końcowy wynik | Nr  | Data                 | Turniej                    | Nawierzchnia  | Partner           | Przeciwnicy                             | Wynik finału       |
| ------------- | --- | -------------------- | -------------------------- | ------------- | ----------------- | --------------------------------------- | ------------------ |
| Zwycięzca     | 1.  | 5 października 2014  | Tokio                      | Twarda        | Michał Przysiężny | Ivan Dodig Marcelo Melo                 | 6:3, 6:7(3), 10–5  |
| Finalista     | 1.  | 31 stycznia 2015     | Australian Open, Melbourne | Twarda        | Nicolas Mahut     | Simone Bolelli Fabio Fognini            | 4:6, 4:6           |
| Finalista     | 2.  | 13 czerwca 2015      | ’s-Hertogenbosch           | Trawiasta     | Nicolas Mahut     | Ivo Karlović Łukasz Kubot               | 2:6, 6:7(9)        |
| Zwycięzca     | 2.  | 21 czerwca 2015      | Londyn (Queen’s)           | Trawiasta     | Nicolas Mahut     | Marcin Matkowski Nenad Zimonjić         | 6:2, 6:2           |
| Zwycięzca     | 3.  | 12 września 2015     | US Open, Nowy Jork         | Twarda        | Nicolas Mahut     | Jamie Murray John Peers                 | 6:4, 6:4           |
| Finalista     | 3.  | 27 września 2015     | Metz                       | Twarda (hala) | Nicolas Mahut     | Łukasz Kubot Édouard Roger-Vasselin     | 6:2, 3:6, 7–10     |
| Zwycięzca     | 4.  | 19 marca 2016        | Indian Wells               | Twarda        | Nicolas Mahut     | Vasek Pospisil Jack Sock                | 6:3, 7:6(5)        |
| Zwycięzca     | 5.  | 2 kwietnia 2016      | Miami                      | Twarda        | Nicolas Mahut     | Raven Klaasen Rajeev Ram                | 5:7, 6:1, 10–7     |
| Zwycięzca     | 6.  | 18 kwietnia 2016     | Monte Carlo                | Ceglana       | Nicolas Mahut     | Jamie Murray Bruno Soares               | 4:6, 6:0, 10–6     |
| Zwycięzca     | 7.  | 19 czerwca 2016      | Londyn (Queen’s)           | Trawiasta     | Nicolas Mahut     | Chris Guccione André Sá                 | 6:3, 7:6(5)        |
| Zwycięzca     | 8.  | 9 lipca 2016         | Wimbledon, Londyn          | Trawiasta     | Nicolas Mahut     | Julien Benneteau Édouard Roger-Vasselin | 6:4, 7:6(1), 6:3   |
| Finalista     | 4.  | 23 października 2016 | Antwerpia                  | Twarda (hala) | Nicolas Mahut     | Daniel Nestor Édouard Roger-Vasselin    | 4:6, 4:6           |
| Finalista     | 5.  | 6 listopada 2016     | Paryż                      | Twarda (hala) | Nicolas Mahut     | Henri Kontinen John Peers               | 4:6, 6:3, 6–10     |
| Zwycięzca     | 9.  | 21 maja 2017         | Rzym                       | Ceglana       | Nicolas Mahut     | Ivan Dodig Marcel Granollers            | 4:6, 6:4, 10–3     |
| Zwycięzca     | 10. | 13 sierpnia 2017     | Montreal                   | Twarda        | Nicolas Mahut     | Rohan Bopanna Ivan Dodig                | 6:4, 3:6, 10–6     |
| Zwycięzca     | 11. | 20 sierpnia 2017     | Cincinnati                 | Twarda        | Nicolas Mahut     | Jamie Murray Bruno Soares               | 7:6(6), 6:4        |
| Finalista     | 6.  | 6 stycznia 2018      | Pune                       | Twarda        | Gilles Simon      | Robin Haase Matwé Middelkoop            | 6:7(5), 6:7(5)     |
| Zwycięzca     | 12. | 18 lutego 2018       | Rotterdam                  | Twarda (hala) | Nicolas Mahut     | Oliver Marach Mate Pavić                | 2:6, 6:2, 10–7     |
| Zwycięzca     | 13. | 9 czerwca 2018       | French Open, Paryż         | Ceglana       | Nicolas Mahut     | Oliver Marach Mate Pavić                | 6:2, 7:6(4)        |
| Finalista     | 7.  | 18 listopada 2018    | Londyn                     | Twarda (hala) | Nicolas Mahut     | Mike Bryan Jack Sock                    | 7:5, 1:6, 11–13    |
| Zwycięzca     | 14. | 5 stycznia 2019      | Doha                       | Twarda        | David Goffin      | Robin Haase Matwé Middelkoop            | 5:7, 6:4, 10–4     |
| Zwycięzca     | 15. | 27 stycznia 2019     | Australian Open, Melbourne | Twarda        | Nicolas Mahut     | Henri Kontinen John Peers               | 6:4, 7:6(1)        |
| Zwycięzca     | 16. | 3 listopada 2019     | Paryż                      | Twarda (hala) | Nicolas Mahut     | Karen Chaczanow Andriej Rublow          | 6:4, 6:1           |
| Zwycięzca     | 17. | 17 listopada 2019    | Londyn                     | Twarda (hala) | Nicolas Mahut     | Raven Klaasen Michael Venus             | 6:3, 6:4           |
| Zwycięzca     | 18. | 16 lutego 2020       | Rotterdam                  | Twarda (hala) | Nicolas Mahut     | Henri Kontinen Jan-Lennard Struff       | 7:6(5), 4:6, 10–7  |
| Zwycięzca     | 19. | 18 października 2020 | Kolonia                    | Twarda (hala) | Nicolas Mahut     | Łukasz Kubot Marcelo Melo               | 6:4, 6:4           |
| Finalista     | 8.  | 23 maja 2021         | Lyon                       | Ceglana       | Nicolas Mahut     | Hugo Nys Tim Pütz                       | 4:6, 7:5, 8–10     |
| Zwycięzca     | 20. | 12 czerwca 2021      | French Open, Paryż         | Ceglana       | Nicolas Mahut     | Aleksandr Bublik Andriej Gołubiew       | 4:6, 7:6(1), 6:4   |
| Zwycięzca     | 21. | 20 czerwca 2021      | Londyn                     | Trawiasta     | Nicolas Mahut     | Reilly Opelka John Peers                | 6:4, 7:5           |
| Finalista     | 9.  | 7 listopada 2021     | Paryż                      | Twarda (hala) | Nicolas Mahut     | Tim Pütz Michael Venus                  | 3:6, 7:6(4), 9–11  |
| Zwycięzca     | 22. | 21 listopada 2021    | Turyn                      | Twarda (hala) | Nicolas Mahut     | Rajeev Ram Joe Salisbury                | 6:4, 7:6(0)        |
| Zwycięzca     | 23. | 6 lutego 2022        | Montpellier                | Twarda (hala) | Nicolas Mahut     | Lloyd Glasspool Harri Heliövaara        | 4:6, 7:6(3), 12–10 |
| Finalista     | 10. | 9 listopada 2024     | Metz                       | Twarda (hala) | Albano Olivetti   | Sander Arends Luke Johnson              | 4:6, 6:3, 3–10     |
| Zwycięzca     | 24. | 16 lutego 2025       | Marsylia                   | Twarda (hala) | Benjamin Bonzi    | Sander Gillé Jan Zieliński              | 6:3, 6:4           |

## Kariera juniorska
W 2009 roku zwyciężył w juniorskim deblowym turnieju wielkoszlemowym – na Wimbledonie. W zawodach tych tworzył parę razem z Kevinem Krawietzem. W finale pokonali Juliena Obry’ego i Adriena Pugeta 6:7(3), 6:2, 12–10. W 2009 roku osiągnął półfinał gry pojedynczej w juniorskim US Open, przegrywając z Bernardem Tomiciem 1:6, 6:7(5).

### Finały juniorskich turniejów wielkoszlemowych

#### Gra podwójna (1–0)
| Końcowy wynik | Nr | Data         | Turniej           | Nawierzchnia | Partner        | Przeciwnicy              | Wynik finału       |
| ------------- | -- | ------------ | ----------------- | ------------ | -------------- | ------------------------ | ------------------ |
| Zwycięzca     | 1. | 5 lipca 2009 | Wimbledon, Londyn | Trawiasta    | Kevin Krawietz | Julien Obry Adrien Puget | 6:7(3), 6:2, 12–10 |